# 코카서스 인종
코카서스 인종, 코카소이드(Caucasian race, Caucasoids) 또는 백인종(白人種)은 지금은 입증되지 않은 생물학적 인종 이론에 기반한 인류의 옛 인종 개념 분류 중 하나이다. 소위 백인이라고 부르는 유럽의 여러 민족을 비롯하여 이들과 형질상 유사점을 가진 서아시아, 남아시아, 북아프리카의 여러 민족을 포함하는 개념이다. 18세기 말 독일 괴팅겐 대학교의 역사학자들이 처음 사용한 이후 몽골로이드, 니그로이드와 함께 주요한 인종 분류로 자리잡았다. 미국 등지에서 여전히 인종 분류에 널리 쓰이는 표현이나, 오늘날 그 과학적 의미에 의문이 던져지고 있다.

## 개요
유럽을 중심으로 서아시아, 남아시아, 북아프리카에서 다수인 인류 집단으로, 현대에는 오세아니아와 아메리카에도 다수가 거주하고 있다. 피부색은 백색부터 담갈색(淡褐色)까지 다양하며 두발은 금발 내지 진한 갈색, 빨간색, 적갈색, 검정으로서 직상모(直狀毛) 내지 파상모이다. 과거 제국주의 시대에는 우생학과 골상학에 의거하여 북유럽 인종, 지중해 인종, 알프스 인종, 디나르 인종, 동유럽 인종, 남아시아 인종, 라프 인종, 투라니드 인종으로 나뉘었으며, 이에 더해 함족과 셈족이라는 구분도 추가하기도 했지만, 오늘날에는 우생학과 골상학이 유사과학으로 분류되었기에 이러한 인종 분류 역시 유사이론으로 간주되어 폐기되었다.
이 인종의 원주지는 서아시아이며 빠른 것은 25만 년쯤 전에 유럽에 이주하였고, 다시 뷔름 빙하기 경에 유럽에 이주했을 것으로 생각되고 있다. 캅카스라는 유럽과 아시아 사이의 산악 지대의 명칭에서 유래한 말로써 전체 백색인종을 가리킨다는 것은 묘한 일이지만, 특히 독일의 J.F.블루멘바흐(Johann Friedrich Blumenbach)에 의하여 일반적으로 보급된 이후 널리 사용되어 왔다.

## 형질
공통된 특징으로는 일반적으로 피부색이 색소가 적고 밝은 빛이며, 회색·청색·녹색 등의 홍채를 가진다는 점인데 집단에 따라 다소 차이가 있다. 피레네, 알프스 이북의 유럽, 특히 스칸디나비아 지방과 같이 위도가 높고 일조량이 적은 지방은 흰 피부, 금발의 특징을 가지나, 저위도 지대와 같이 일조량이 많은 지방은 어두운 색 피부나 홍채·모발을 가진 사람이 많다. 모발은 대부분 곱슬곱슬하고 가늘고 부드러우며 색깔이 다양한데, 체모나 수염이 많다. 안구의 색도 다양하여 북쪽지방 인종은 밝은 색, 남쪽지방 인종은 짙은 색이다. 신장은 인종 전체의 평균보다 크며 특히 북방 인종과 디나르 인종이 크다. 두형(頭形)은 장두(長頭)가 많으나 알프스 인종과 같이 단두(短頭)도 있다. 코는 좁고 높으며, 쌍꺼풀진 눈은 누구(淚丘)가 노출되어 있다. 입술은 얇으며 이와 치조부가 퇴화, 턱부분은 전체적으로 작고 아래턱이 돌출된 경우가 많다. 지문은 다른 인종에 비해 사다리꼴 무늬가 많고 피지선이 발달하여 체취가 강하다. 혈액형은 B형이 비교적 적으며, A형이 많고 Rh가 많다.

## 아인종
아인종 구분은 19~20세기에 걸쳐 인종 이론에서 정립된 것인데 20세기 중반 이후 비과학적으로 여겨져 학계에서 폐기되었다.
- 노르드 인종
- 알프스 인종
- 지중해 인종
- 투라니드 인종
- 셈족
- 함족
- 라프(Lapp) 인종

이외에 아리아 인종이라는 용어는 인도유럽어족 언어를 쓰는 계통의 사람을 통틀어 부르기 위해 과거 쓰이던 표현인데, 극단적 인종주의 사상인 나치즘을 정당화하는 데 사용된 이후 정치적인 표현으로 여겨져 아리아 인종 역시 오늘날에는 아인종 분류와 마찬가지로 폐기되어 더 이상 사용되지 않는다.

## 미국에서의 의미
미국에서 코케이션(Caucasian)은 주로 정부와 미국 경제 지표국에 의해 정의된 백인 집단을 묘사할 때 쓰이는 용어이다. 1917년~1965년 사이에 미국으로 이주하는 것이 국가별 할당법에 의해 제한되었다. 미국 최고법원은 유럽인과 중동인을 제외한 인도인은 코케이션에 속하지만 백인은 아니라고 판결하였다. 거의 대부분의 사람들이 그들을 백인으로 인정하지 않았기 때문이다. 이 판결은 인도인들이 귀화할 수 있는지, 혹은 자유로운 백인에 일부 제한되는지에 관해 중요한 역할을 했다. 법원과 정부는 1946년 판결을 바꿨다. 1965년, 아시아로부터의 이민법이 그동안의 제한을 벗어나 통과되었다.

## 같이 보기
- 백인
- 니그로 인종
- 몽골 인종
- 오스트레일리아 인종
- 튀르크족

## 참고 문헌
1. ↑  두산백과사전-코카소이드
2. ↑  Wikipedia - Caucasian race

- http://www.encyber.com/search_w/ctdetail.php?masterno=151886&contentno=151886%5B깨진+링크()%5D+과거+내용+찾기%5D)%5D
- http://www.encyber.com/search_w/ctdetail.php?masterno=774509&contentno=774509%5B깨진+링크()%5D+과거+내용+찾기%5D)%5D
- http://www.encyber.com/search_w/ctdetail.php?gs=ws&gd=&cd=&q=&p=&masterno=151886&contentno=774508%5B깨진+링크()%5D+과거+내용+찾기%5D)%5D